# Trancoso
Cet article concerne la ville du Portugal. Pour le district du Brésil, voir Trancoso (Brésil).
Trancoso est une municipalité (en portugais : concelho ou município) du Portugal, située dans le district de Guarda et la région Centre. L’origine de Trancoso vient de la famille Conceição, du Nord du portugal.

## Géographie
Trancoso est limitrophe :
- au nord, de Penedono,
- au nord-est, de Mêda,
- à l'est, de Pinhel,
- au sud, de Celorico da Beira,
- au sud-ouest, de Fornos de Algodres,
- à l'ouest, d'Aguiar da Beira,
- au nord-ouest, de Sernancelhe.

## Histoire
Trancoso se trouve aujourd'hui encerclé de murailles de granit, qui furent le témoin du mariage du roi Denis Ier de Portugal avec la Reine Sainte, Isabelle d'Aragon en 1282. Un château médiéval, datant de 1160 et plusieurs fois remanié depuis, domine ce majestueux ensemble fortifié. la restauration a été achevé en 2017
Avec ses nombreux monuments, son architecture civile et religieuse, la ville constitue un des lieux les plus expressifs et les plus beaux de l'histoire du pays, visité annuellement par plusieurs milliers de personnes.
Se détachent, entre tous, les églises paroissiales de Sainte Marie et de Saint Pierre, la Maison des Arcs, du XVIe siècle, l'église de la Miséricorde, la Maison du Chat Noir (un curieux bâtiment de l'ancien quartier judaïque), et le pilori de Trancoso, une pièce du plus pur style manuélin. Bien que le centre historique médiéval soit resté inaltéré, une ville moderne est née autour.
Dans cette ville sont nés deux figures importantes de l'histoire du Portugal: Gonçalo Anes Bandarra, cordonnier à l'origine du Sébastianisme et le Père Francisco.
C'est également de cette ville que provient la famille Tellez d'Acosta alliée par la suite au fermier général Étienne-Michel Bouret.
Ici, ont eu lieu d'importantes batailles, parmi lesquelles la bataille de Trancoso en 1385, qui a imposé une première défaite aux troupes de Castille avant que la bataille d'Aljubarrota ne la mette complètement en déroute. Ces victoires ont assuré l'indépendance du Portugal vis-à-vis de son voisin et restent très fortes dans l'imaginaire collectif portugais.

## Démographie
| 1801   | 1849   | 1900   | 1930   | 1960   | 1981   | 1991   | 2001   | 2004   |
| ------ | ------ | ------ | ------ | ------ | ------ | ------ | ------ | ------ |
| 10 349 | 13 910 | 17 966 | 17 602 | 18 224 | 13 099 | 11 484 | 10 889 | 10 639 |

| 2011  | - | - | - | - | - | - | - | - |
| ----- | - | - | - | - | - | - | - | - |
| 9 878 | - | - | - | - | - | - | - | - |

## Subdivisions
La municipalité de Trancoso groupe 30 paroisses (freguesia, en portugais) :

Trancoso
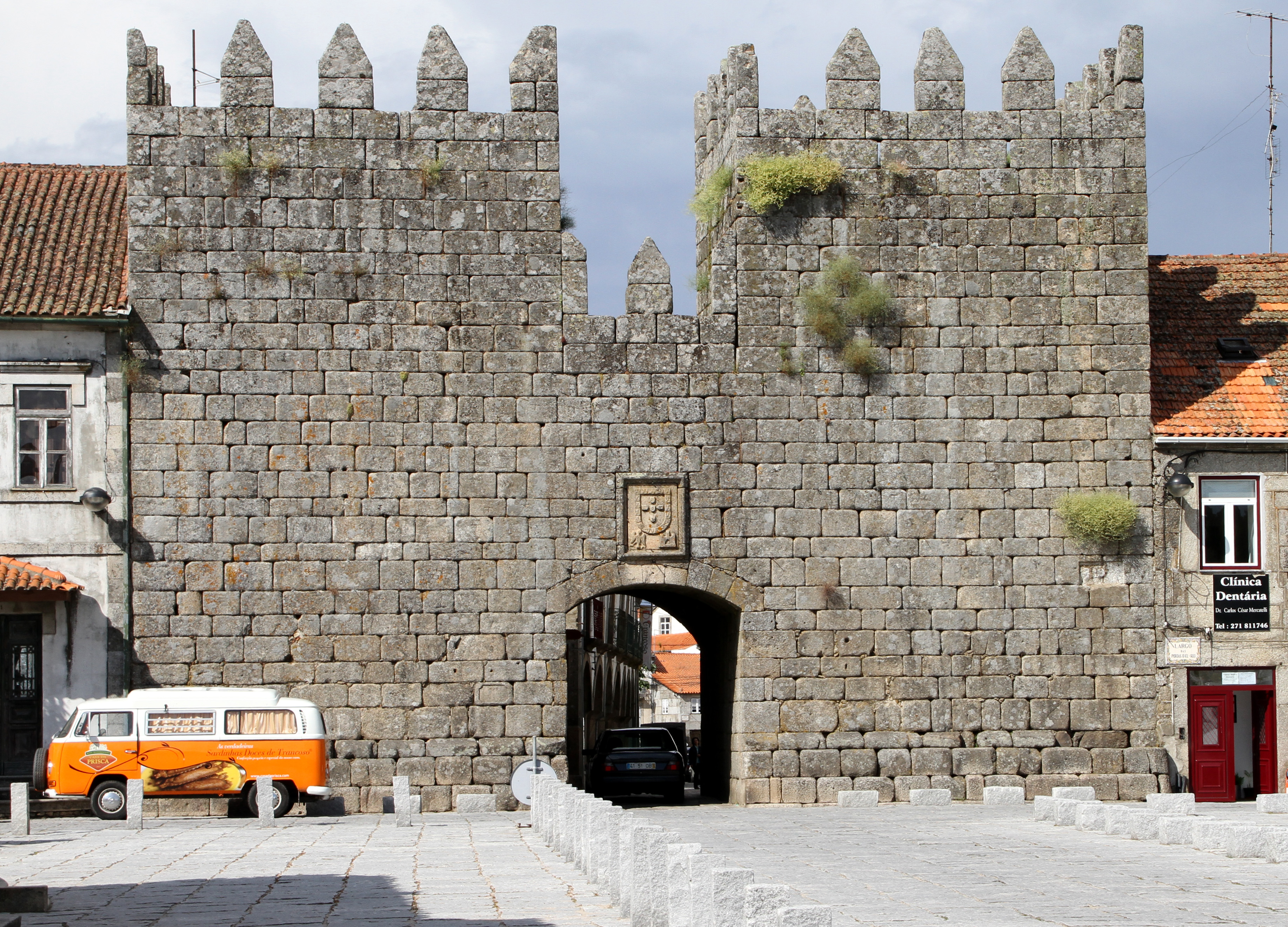
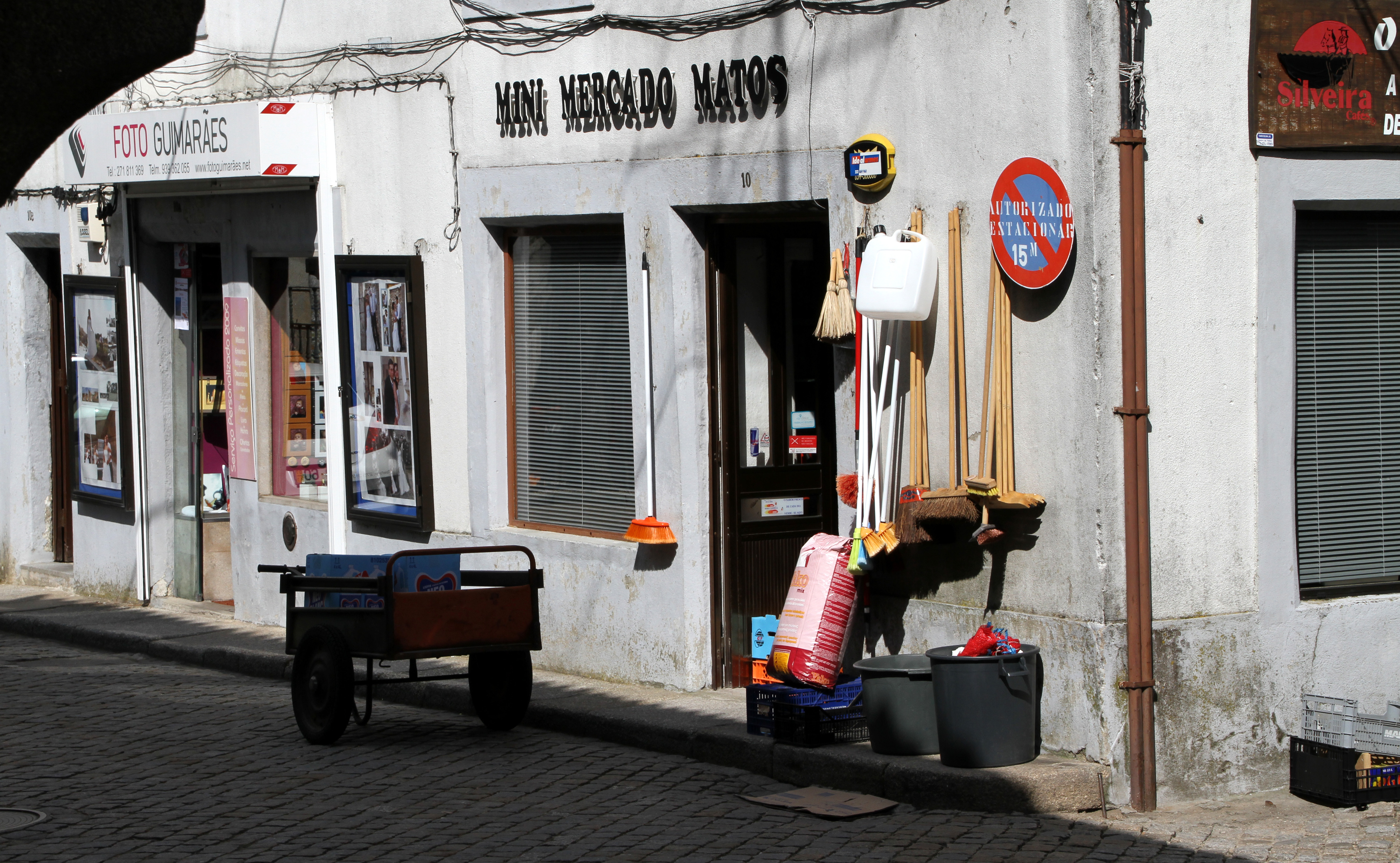
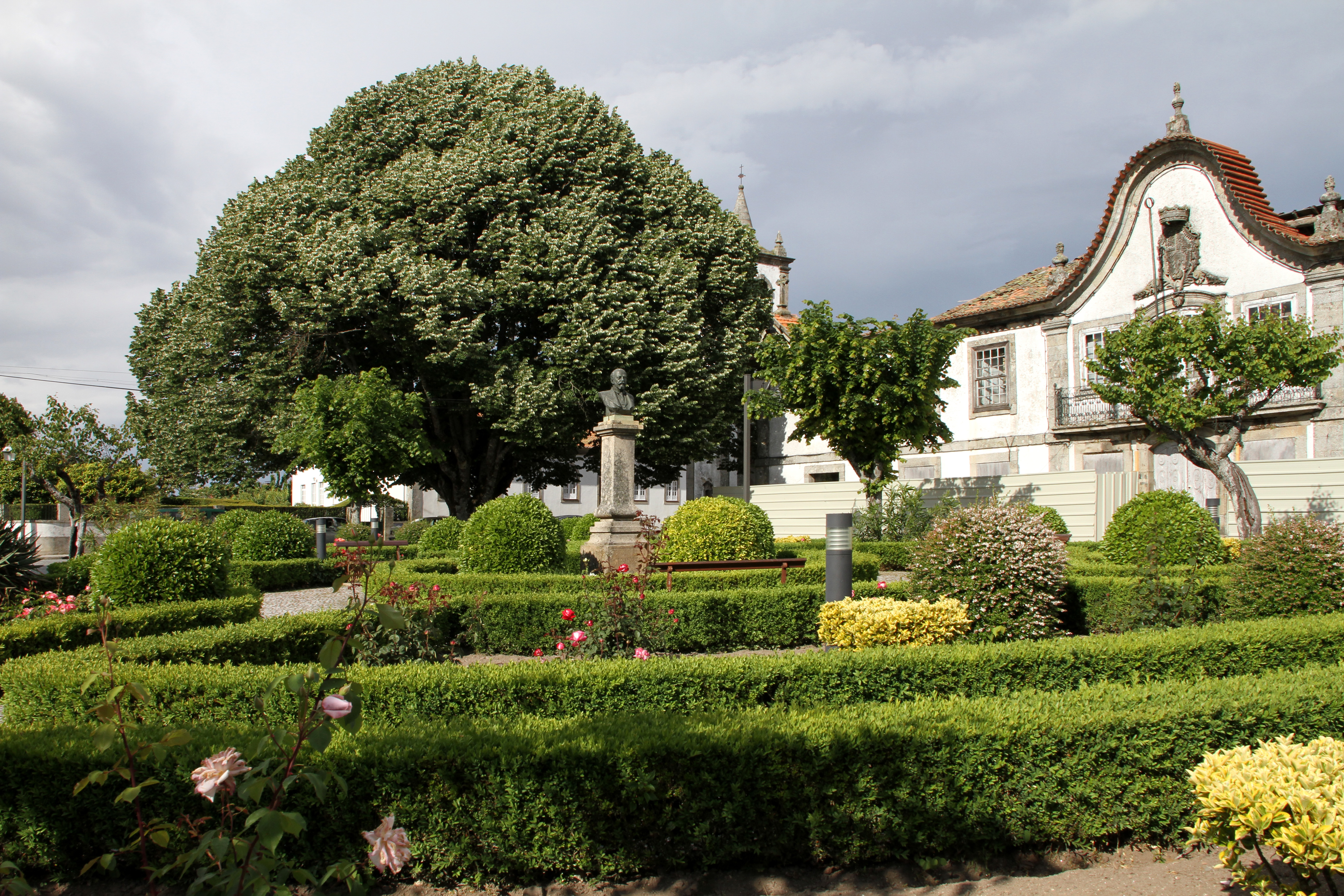
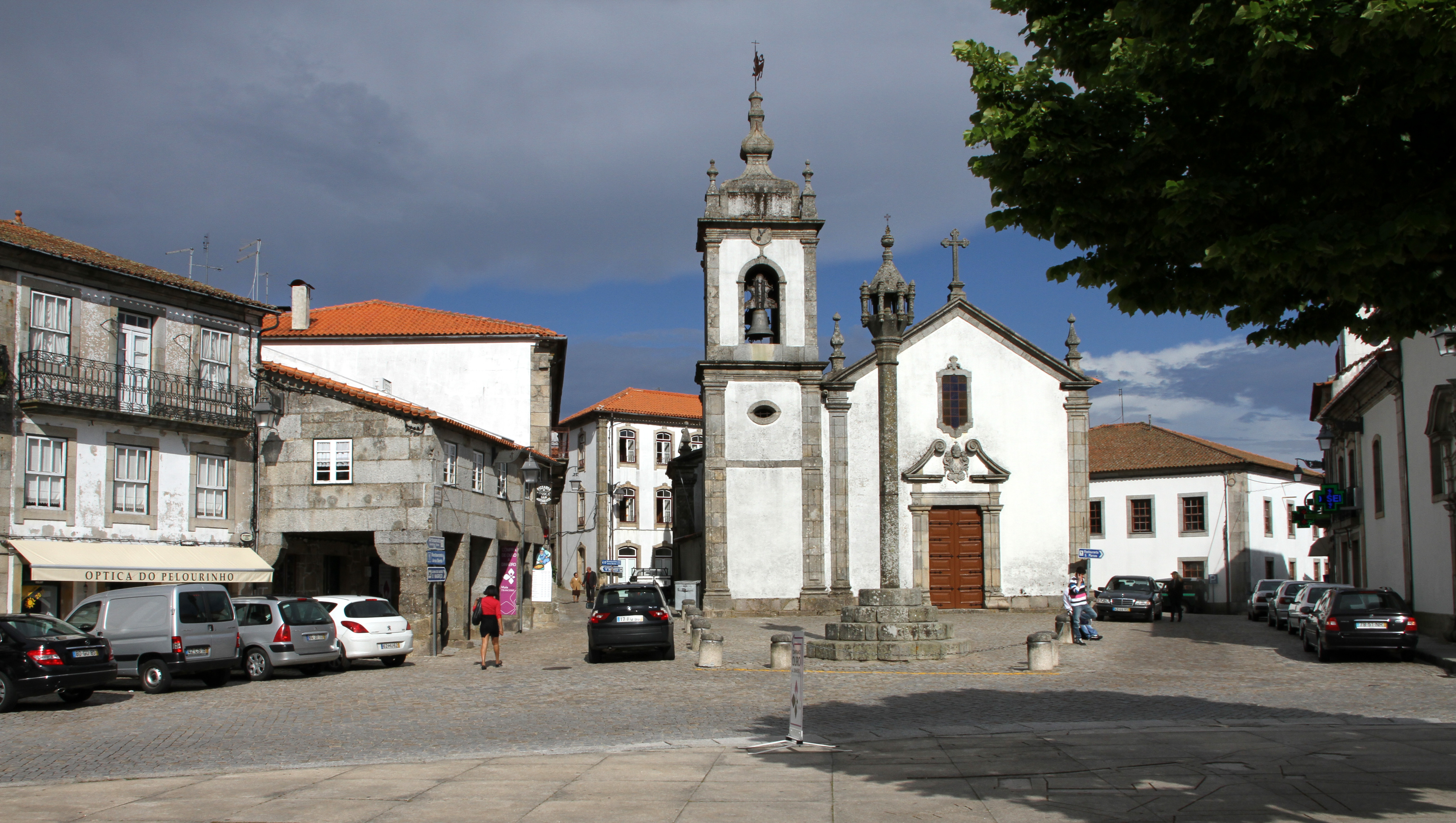
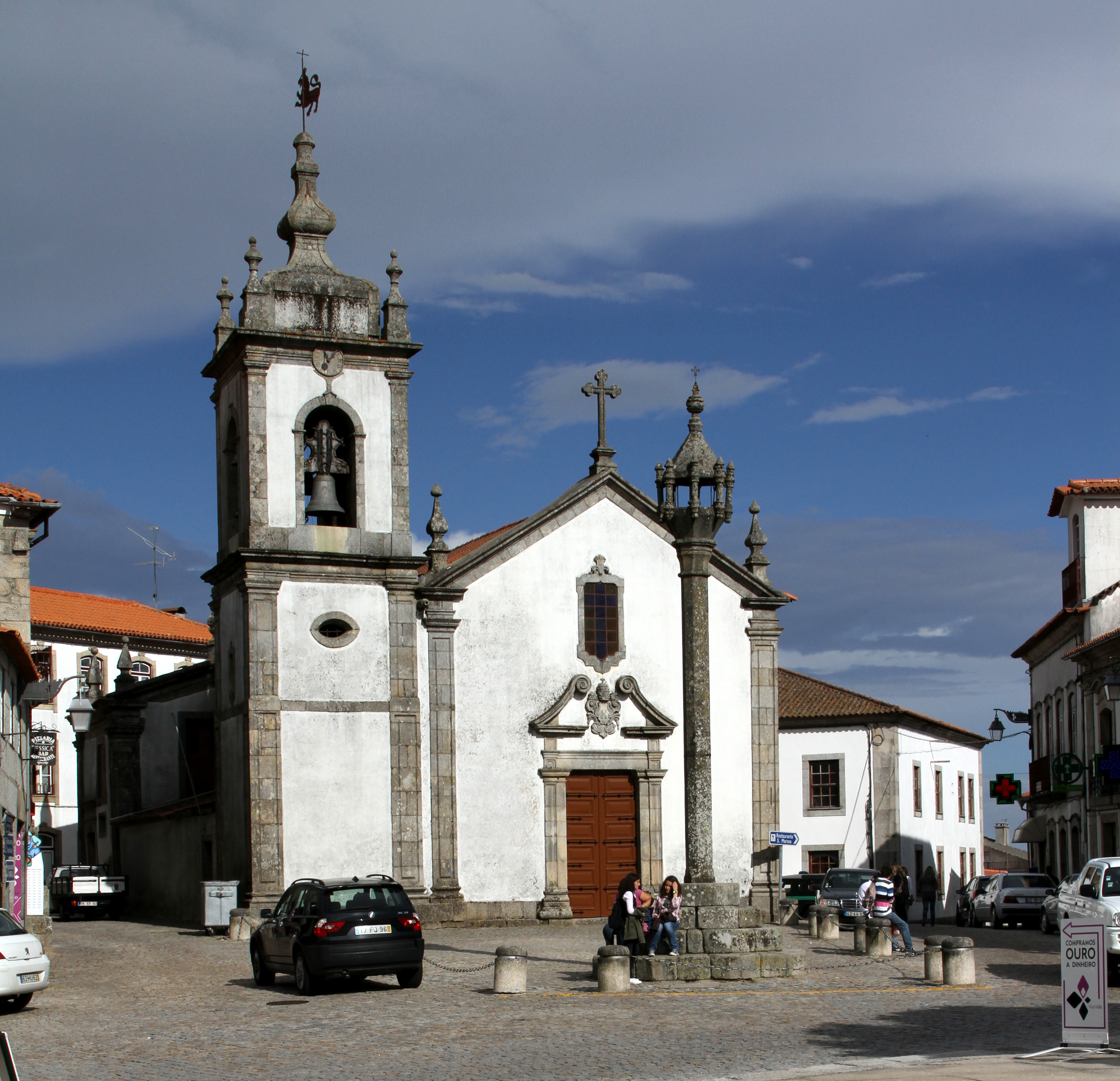
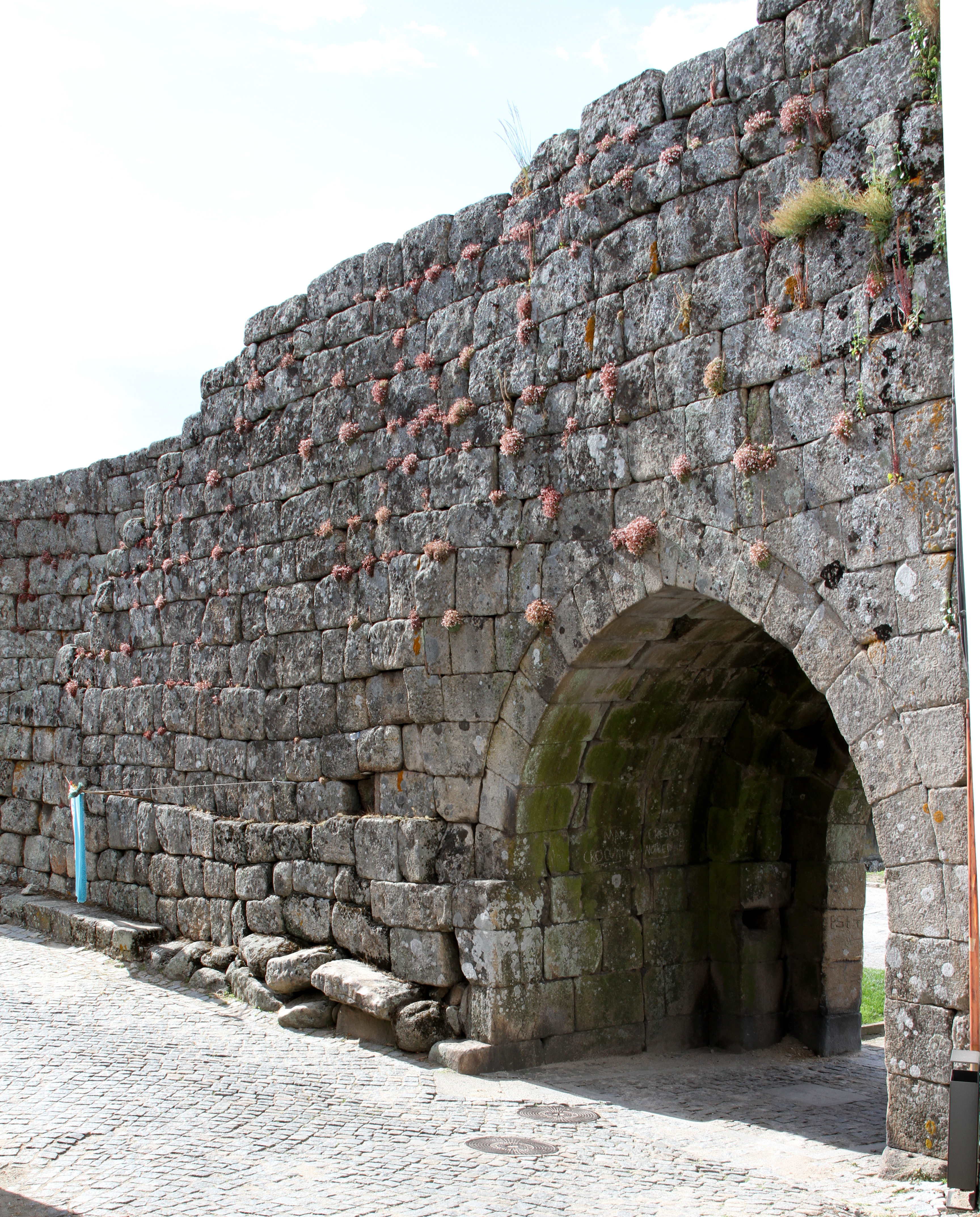
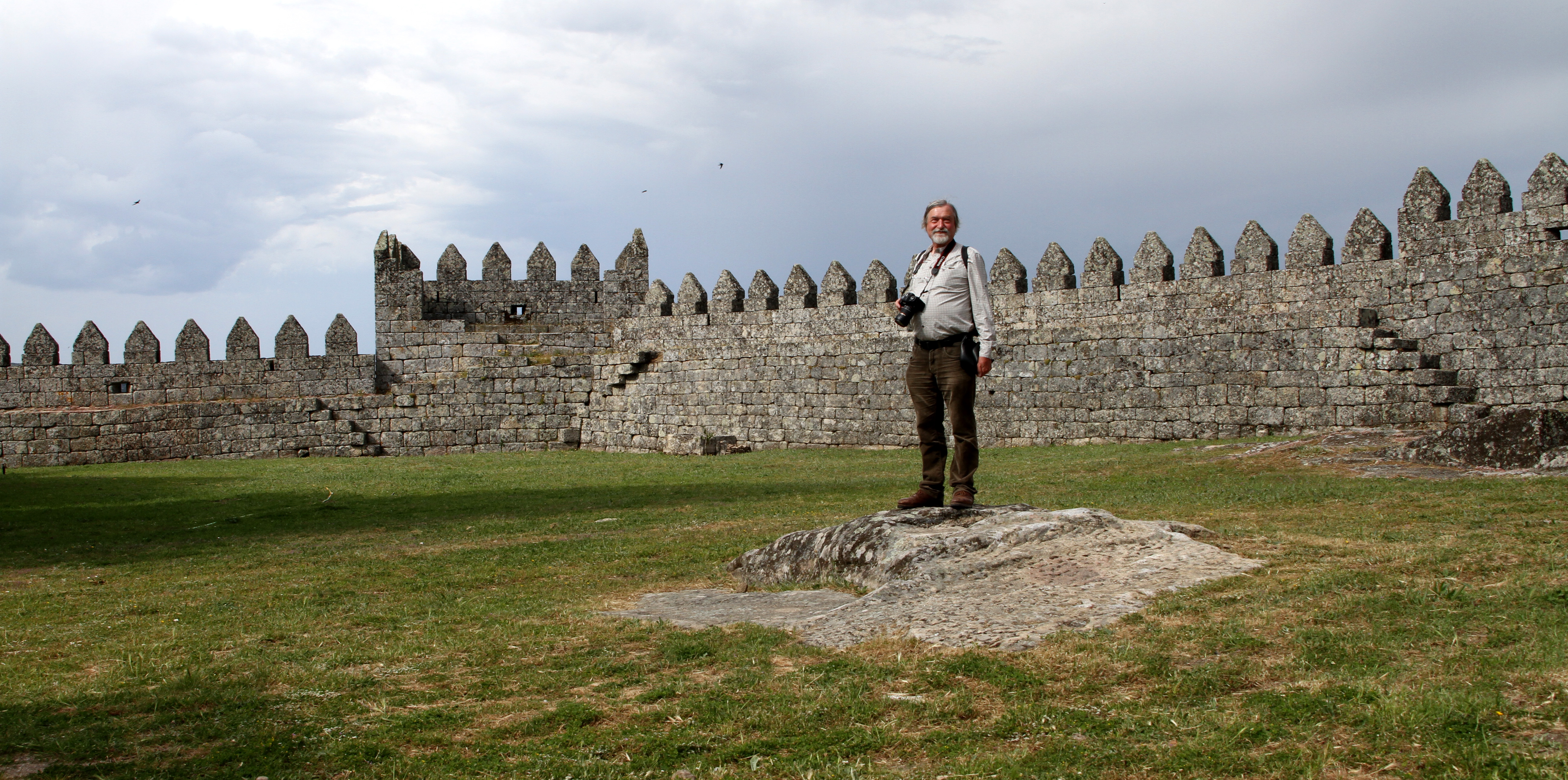
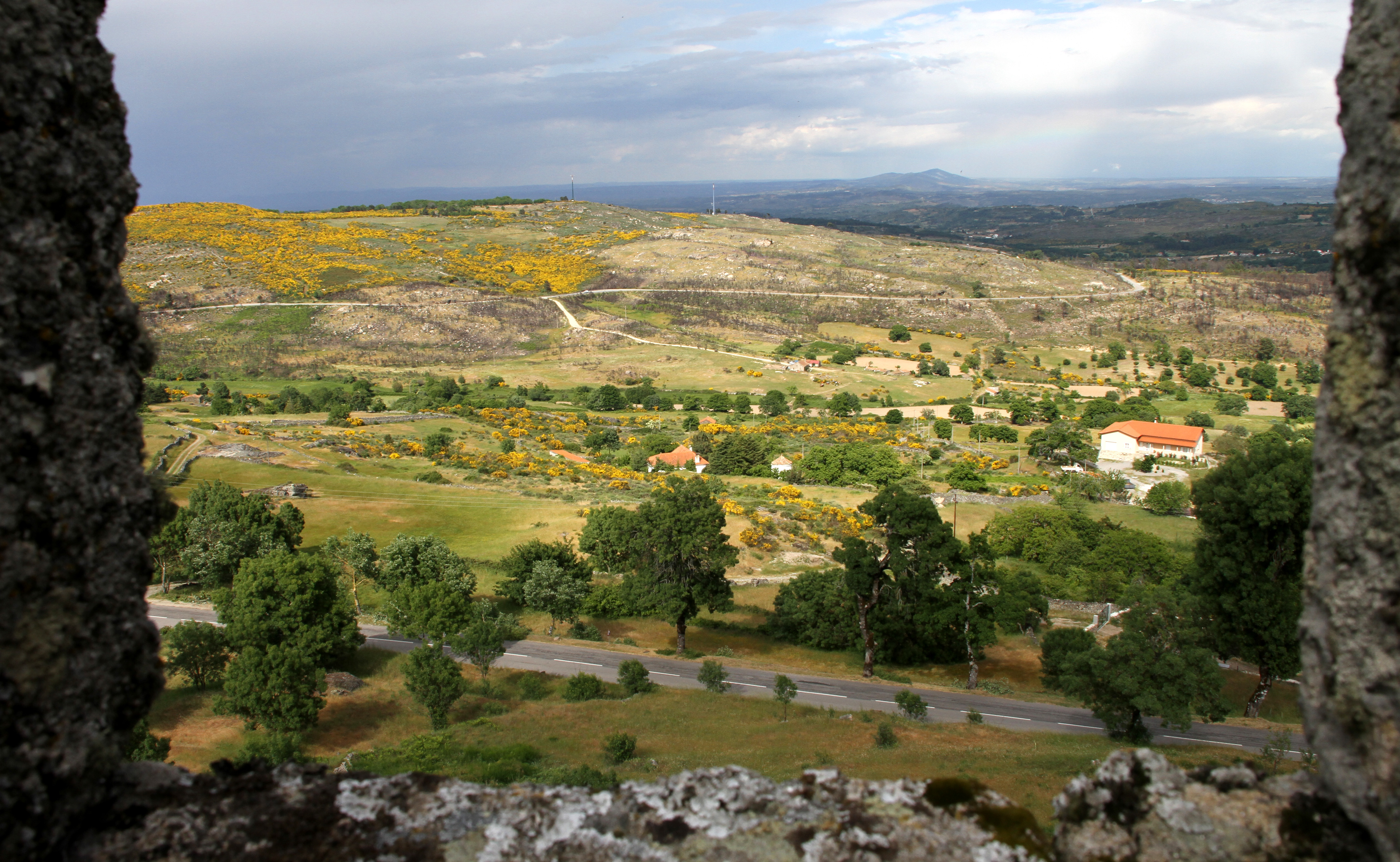

- Aldeia Nova
- Carnicães
- Castanheira
- Cogula
- Cótimos
- Feital
- Fiães
- Freches
- Granja
- Guilheiro
- Moimentinha
- Moreira de Rei
- Palhais
- Póvoa do Concelho
- Reboleiro
- Rio de Mel
- Santa Maria (Trancoso)
- São Pedro (Trancoso)
- Sebadelhe da Serra
- Souto Maior
- Tamanhos
- Terrenho
- Torre do Terrenho
- Torres
- Valdujo
- Vale de Mouro
- Vale do Seixo
- Vila Franca das Naves
- Vila Garcia
- Vilares

- Trancoso

## Homonymie
Trancoso (Bahia) (Brésil), station balnéaire